# BK Dinamo Vladivostok
Basketbolnyj kloeb Dinamo Vladivostok (Russisch: Баскетбольный клуб Динамо Владивосток), is een professionele basketbalclub uit Vladivostok, Rusland.

## Geschiedenis
Na het faillissement van Spartak Primorje Vladivostok in 2020 had de stad Vladivostok in het uiterste oosten van Rusland geen vertegenwoordigend team meer. Een jaar later werd Dinamo opgericht in 2021. Haar thuiswedstrijden worden gespeeld in het SK Olimpiets voor 1.250 toeschouwers. De club speelt in de Russische superliga B. In 2024 werden ze kampioen van de Russische superliga B.

## Erelijst
- Landskampioen Rusland: 1 (divisie B)
  - Winnaar: 2024

## Bekende (oud)-spelers
- Vjatsjeslav Grachev
- Anton Ponkrasjov
- Daniil Solovjov

## Bekende (oud)-coaches
- Aleksej Goljachov(2021-2023)[1]
- Edoeard Sandler(2023-2024)[2]
- Aleksej Goljachov(2024-2025)[3]
- Edoeard Sandler(2025-heden)[4]

## Aanvoerders
| - 2021-2024 – Daniil Solovjov - 2024-... – Vjatsjeslav Grachev |